# Любовь. Смерть. Роботы
«Любо́вь. Смерть. Ро́боты», «Любовь, смерть и роботы» (англ. Love, Death & Robots, стилизовано как LOVE DEATH + ROBOTS и представлено в форме эмодзи как ❤️❌🤖) — американский анимационный сериал-антология, созданный по заказу потокового сервиса Netflix и рассчитанный на взрослую аудиторию.
Исполнительными продюсерами сериала выступили Дэвид Финчер, Тим Миллер, Джошуа Донен и Дженнифер Миллер. Каждый эпизод создан разными командами и студиями из разных стран мира. Сериал находился в разработке больше 10 лет, а источником вдохновения для Финчера и Миллера послужили комиксы и рассказы из журнала Heavy Metal.
Первый сезон, состоящий из 18 эпизодов, вышел 15 марта 2019 года.
Второй сезон вышел 14 мая 2021 года и состоял из 8 эпизодов.
Третий сезон вышел 20 мая 2022 года и состоял из 9 эпизодов. В августе 2022 года сериал был продлен на четвёртый сезон. Четвертый сезон вышел 15 мая 2025 года и состоял 10 эпизодов.
Сериал выиграл несколько премий Primetime Creative Arts Emmy Awards.

## Синопсис
«Любовь. Смерть. Роботы» состоит из отдельных короткометражных серий, каждая из которых длится менее получаса. Работа над сериалом ведётся разными актёрскими составами и командами, хотя в создании некоторых эпизодов могут участвовать одни и те же студии. Название сериала указывает на тематическую связь каждого эпизода с тремя вышеупомянутыми темами, однако не каждый эпизод содержит все три элемента.
В начале каждого эпизода изначальные три пиктограммы сериала (символ сердца — «любовь»; косой крест — «смерть»; эмотикон робота — «роботы») заменяются тремя другими, которые символизируют сюжет этого эпизода.

## Список эпизодов
| Сборник | Серии | Серии | Даты показа   | Даты показа   |
| ------- | ----- | ----- | ------------- | ------------- |
| 1       | 18    | 18    | 15 марта 2019 | 15 марта 2019 |
| 2       | 8     | 8     | 14 мая 2021   | 14 мая 2021   |
| 3       | 9     | 9     | 20 мая 2022   | 20 мая 2022   |
| 4       | 10    | 10    | 15 мая 2025   | 15 мая 2025   |

### Сборник 1 (2019)
| № общий | № в сезоне | Название                                                | Режиссёр                                               | Адаптированный сценарий          | Основано на рассказе  | Студия анимации                                           | Дата премьеры | Хронометраж |
| --- | ---------- | ------------------------------------------------------- | ------------------------------------------------------ | -------------------------------- | --------------------- | --------------------------------------------------------- | ------------- | ----------- |
| 1 | 1          | «Преимущество Сонни» «Sonnie's Edge»                    | Дейв Уилсон                                            | Филип Джелатт                    | Питер Ф. Гамильтон    | Blur Studio                                               | 15 марта 2019 | 16 минут    |
| Лондон, 2070 год. На подпольных рингах проводят бои без правил между специально выращенными и обученными огромными монстрами, которыми управляют люди через устройства, подключённые прямо к мозгу. Девушка по имени Сонни одерживает долгую череду из семнадцати побед. Она уникальна, так как она единственная женщина-проводник, участвующая в этих боях. Вместе со своим зверем — «Каниворой» и напарниками Ирвиной и Уэс она прибывает на очередной бой. Их встречает организатор боёв и влиятельный промоутер Дикко со своей помощницей Дженнифер. Восхищаясь боевым зверем героини, он пробует подкупить её, предлагая проиграть бой за 500 000, на что получает грубый отказ, ибо для неё это дело принципа. Оппонентом на ринге выступает Саймон, пилот «Турбораптора». Во время боя «Канивора» получает сильные ранения, но в последний момент побеждает, убив противника — прорезав ему грудь своей головой с лезвиями. Уэс и Ирвина идут праздновать успех, а Сонни встречает Дженнифер, которая соблазняет героиню, оправдываясь восхищением её победы, но всё это оказывается двойной игрой, чтобы убить Сонни. Далее выясняется, что Сонни на самом деле и была «Каниворой», поскольку её мозг пересадили в тело зверя (после того, как её похитили бандиты и искромсали), а человеческое было лишь кибернетической управляемой оболочкой. Она убивает Дженнифер. Экран затухает, и Сонни, готовясь убить Дикко, повторяет вопрос, заданный им ранее ей: "Теперь тебе страшно?". Актёрский состав: Хелен Сэдлер, Хэйли Маклафлин, Тайм Уинтерс, Омид Абтахи, Кристин Адамс, Хаким Кае-Казим, Брейден Линч. |            |                                                         |                                                        |                                  |                       |                                                           |               |             |
| 2 | 2          | «Три робота» «Three Robots»                             | Виктор Мальдонадо и Альфредо Торрес                    | Филип Джелатт                    | Джон Скальци          | Blow Studio                                               | 15 марта 2019 | 11 минут    |
| Будущее. В мире, давно живущем без человечества, три робота отправляются на экскурсию по постапокалиптическому городу. Один из них — это человекоподобный андроид XBOT 4000, входящий в серию игровых консолей XBOT. Другой — маленький K-VRC, взявший на себя роль экскурсовода и потомок некогда популярного семейства радионянь, а третий персональный робот пирамидальной формы 11-45-G женского рода. Блуждая по городу, роботы болтают и шутят, обсуждая «странное» поведение людей, их останки на улицах и разбросанные технологические устройства. Актёрский состав: Джош Бренер, Гари Энтони Уильямс, Крис Парнелл. |            |                                                         |                                                        |                                  |                       |                                                           |               |             |
| 3 | 3          | «Свидетель» «The Witness»                               | Альберто Мьельго                                       | Автор сценария: Альберто Мьельго | Оригинальный сценарий | Pinkman.tv                                                | 15 марта 2019 | 11 минут    |
| В неком сюрреалистичном азиатском городе в гостиничном номере отеля молодая девушка Лора, работающая танцовщицей в борделе, в спешке делает макияж и красит губы. В соседнем здании через дорогу, этажом ниже, молодой мужчина в потасовке убивает женщину. Услышав выстрелы, героиня выглядывает в окно и видит убийцу в квартире напротив. Их взгляды пересекаются, и мужчина, удивлённый тем, что свидетельница выглядит точно так же, как его жертва, решает преследовать её в поисках ответов. Испугавшись, Лора пытается сбежать и садится в такси, но мужчина отправляется за ней. Когда девушка прибывает к притону, её встречает «хозяйка» — транссексуал, которая отчитывает девушку за то, что та опоздала. Лора рассказывает, что видела убийство и ей нужно к владельцу клуба Владимиру, но сутенёрша воспринимает это как нелепые оправдания. Отправив Лору в раздевалку, чтобы та подготовилась к танцу, «хозяйка» встречает мужчину-убийцу и, приняв его за постоянного члена клуба, проводит его внутрь к другим танцовщицам в чёрных латексных костюмах. Лора начинает танец, но спустя время узнаёт в клиенте убийцу и, испугавшись, вновь убегает, накинув лишь халат. Прибежав к Владимиру в надежде, что тот защитит её, обнаруживает босса в состоянии сильного опьянения. Взяв пистолет Владимира, она обращается в бегство, пытаясь затеряться от преследователя на улицах города. В конце концов Лора забегает в чужую квартиру, пытаясь спрятаться, где убийца и настигает её. После того, как Лора угрожает мужчине пистолетом, он бросается на неё, и Лора его убивает. В конце серии она замечает в окне соседнего здания через дорогу, этажом выше, мужчину, который выглядит точно так же, как её жертва. Актёрский состав: Эмили О’Брайэн, Бен Салливан, Мэтт Янг Кинг, Нолан Норт, Анастасия Фостер. |            |                                                         |                                                        |                                  |                       |                                                           |               |             |
| 4 | 4          | «Костюмы» «Suits»                                       | Франк Бальсон                                          | Филип Джелатт                    | Стивен Льюис          | Blur Studio                                               | 15 марта 2019 | 17 минут    |
| Действие происходит в будущем. В центре сюжета — община, промышляющая скотоводством, ограждённая силовым полем, ограждающим их от роя насекомоподобных пришельцев, называемых ДиБи (DB - Dimensional Beings). Во время ужина им приходит оповещение о том, что ограждающая общину «ограда» пробита, и Хэнк отправляется туда в своём вооружённом мехе. На месте он начинает отстреливать пролезающих через силовое поле монстров, но их становится куда больше, чем обычно, и они в ярости. Наблюдающая за ситуацией Бек обнаруживает, что прорывов становится всё больше, а на горизонте видит тысячи сигнатур ДиБи, и созывает помощь от других фермеров с мехами, а остальных созывает в подземное убежище. До Хэнка выходит дойти только Джейку и другой соседке, Бетт. Перед ними открывается огромный прорыв, из которого начинают бежать полчища ДиБи. Собраны все силы, и Джейк жертвует собой, чтобы убить большую часть роя. Прорывается гигантский инсектоид, но одна из жен фермеров уничтожает его метким выстрелом из турельного орудия. На рассвете барьеры возвращаются в нормальное состояние, и в город вернулось чувство безопасности. Камера отдаляется, показывая, что DeeBee населяют всю планету, а фермеры являются силой вторжения, создавшей куполообразные колонии по всей планете. Актёрский состав: Нейл Каплан, Гилберт Боус, Скотт Уайт, Кортни Тейлор, Туди Рош |            |                                                         |                                                        |                                  |                       |                                                           |               |             |
| 5 | 5          | «Глотатель душ» «Sucker of Souls»                       | Оуэн Салливан                                          | Филип Джелатт                    | Кирстен Кросс         | Studio La Cachette                                        | 15 марта 2019 | 12 минут    |
| Археолог, доктор Вехант и наёмник Флинн бегут по туннелю, спасаясь от неизвестного нападающего. За несколько минут до этого Саймон, ассистент доктора Веханта, обнаруживает в пещере гробницу с надписью «Глотатель душ». Внезапно появляется чудовище и пожирает Саймона, а затем мутирует в гигантского монстра. Флинн бежит с доктором Вехантом и по рации сообщает своим двум подчинённым Микки и Гэри о необходимости готовиться к бою. По пути они сталкиваются с демоном, который оказывается Дракулой. Дракула хватает и собирается убить Флинна, но останавливается и отступает, увидев кошку. Доктор Вехант объясняет, что Дракула ненавидит кошек. Они воссоединяются с Микки и Гэри в комнате, но оказываются отрезаны от единственного выхода. Монстр начинает ломиться в дверь, доктор Вехант находит на карте потайной выход через туннель, а Гэри размещает взрывчатку. Команда убегает, Дракула вламывается в комнату и погибает при взрыве. Однако туннель приводит беглецов в комнату, заполненную множеством подобных демонов. Актёрский состав: Майкл Бенэйр, Фред Таташор, Лаура Уоддэлл, Джонатан Кехилл, Скотт Уайт |            |                                                         |                                                        |                                  |                       |                                                           |               |             |
| 6 | 6          | «Когда йогурт захватил мир» «When The Yogurt Took Over» | Виктор Мальдонадо и Альфредо Торрес                    | Дженис Робертсон                 | Джон Скальци          | Blow Studio                                               | 15 марта 2019 | 6 минут     |
| Группа учёных прививает модифицированную цепочку ДНК в культуру болгарской палочки — бактерии, которую используют при ферментации йогурта. Первые испытания кажутся неудачными, но одна исследовательница берёт бактерии домой, чтобы сделать домашний йогурт. Ночью биомасса обретает разум. Йогурт требует встречи с лидерами США, заявляя, что знает решения многих национальных проблем. В качестве вознаграждения йогурт запрашивает штат Огайо. Лидеры смеются над этим предложением, но принимают его после того, как йогурт грозит обратиться к Китаю, который обещал целый регион. Вскоре йогурт предоставляет президенту план, благодаря которому в течение одного года можно будет полностью погасить государственный долг США, но предупреждает, что любое отклонение чревато крахом всей экономики. В итоге йогурт решает все мировые кризисы и проблемы, а потом и вовсе создает идеальную утопию - и йогурт же покидает планету, отправившись в межзвездные путешествия на кораблях в форме йогуртных стаканчиков, оставив беспомощное человечество на Земле. Актёрский состав: Морис Ламарш, Алексия Докс |            |                                                         |                                                        |                                  |                       |                                                           |               |             |
| 7 | 7          | «За Разломом Орла» «Beyond the Aquila Rift»             | Леон Берель, Доминик Бойден, Реми Козыра и Максим Луер | Филип Джелатт                    | Аластер Рейнольдс     | Unit Image                                                | 15 марта 2019 | 16 минут    |
| Члены экипажа космического корабля «Синий гусь» Том, Сюзи и Рэй возвращаются домой с успешной миссии, но навигационная ошибка приводит к неожиданным последствиям. После выхода из анабиоза Том обнаруживает, что звездолёт находится на ремонтной станции, и встречается с Гретой, своей бывшей пассией, которая сообщает, что эта станция расположена на расстоянии нескольких световых лет от Земли, рядом с Разломом Орла. После совместной ночи Грета признаётся Тому, что была не до конца честна с ним, и рассказывает, что на самом деле они находятся в 150 тысяч световых лет от дома, за время пребывания экипажа в капсулах на Земле прошло несколько сотен лет, и им больше никогда не вернуться в прежний мир. Том выпускает из капсулы Сюзи, которая нападает на Грету, утверждая, что Грета не та, за кого себя выдаёт, и ранит её в шею. Позже Том замечает, что у Греты не осталось следа от пореза. Грета признаётся, что Том всё ещё спит в капсуле, а станция является симуляцией, которую ему показывают. Она также считает, что Том не готов видеть реальность, и просит понять, что она заботится о нём и о всех, кто сюда попал. Грета показывает, что Том превратился в измождённого старика, находящегося в пещере, и что «Грета» на самом деле является гигантской инопланетной паучихой. Том приходит в ужас от осознания происходящего, «Грета» возвращает его в мир снов, заставив забыть недавние воспоминания. Том просыпается на станции, и Грета вновь приветствует его. Актёрский состав: Генри Даутуэйт, Мэделин Найт, Ребекка Банатвала, Делрой Браун, Грэм Фокс |            |                                                         |                                                        |                                  |                       |                                                           |               |             |
| 8 | 8          | «Доброй охоты» «Good Hunting»                           | Оливер Томас                                           | Филип Джелатт                    | Кен Лю                | Red Dog Culture House                                     | 15 марта 2019 | 16 минут    |
| В начале XX века в Китае юный Лян и его отец, охотник за злыми духами, выслеживают и преследуют лисицу-оборотня хули-цзин по имени Сяо-Цзюнь. Лян знакомится с дочерью Сяо-Цзюнь Йен, которая рассказывает ему о чарах хули-цзин. Сяо-Цзюнь приказывает Йен не разговаривать с Ляном, отец которого убивает Сяо-Цзюнь на глазах у её дочери. Пять лет спустя отец Ляна умирает. Лян покидает деревню, переезжает в Гонконг и устраивается работать на фуникулёр, где обслуживает подъёмные механизмы. Однажды ночью он видит Йен, которая теперь постоянно пребывает в человеческом теле, так как индустриализация вытеснила древнюю магию из мира людей. Йен рассказывает, что теперь занимается соблазнением английских колонизаторов Гонконга. Лян увлекается робототехникой, и однажды Йен обращается к нему за помощью. Она рассказывает, как губернатор Гонконга накачал её наркотиками и с помощью операций превратил в киборга для сексуальных утех. В отместку за издевательства Йен убила губернатора. Она заявляет, что хочет охотиться на мужчин, которые творят зло под видом прогресса. Лян создаёт для неё гибкий металлический каркас, позволяющий превращаться в роботизированную хули-цзин. Расставшись с Ляном, Йен отправляется на охоту за англичанами. Актёрский состав: Илэйн Тан, Мэтт Янг Кинг, Гвендолин Йео, Мэддокс Генри, Ж.Б. Бланк, Сумали Монтано |            |                                                         |                                                        |                                  |                       |                                                           |               |             |
| 9 | 9          | «Свалка» «The Dump»                                     | Жавьер Рецио Гарсия                                    | Филип Джелатт                    | Джо Р. Лансдейл       | Able & Baker                                              | 15 марта 2019 | 10 минут    |
| Городской инспектор пытается выселить Дейва Дворчака из его дома, расположенного на свалке. Однако Дейв, проживший здесь более 20 лет, отказывается уходить и заявляет, что ему плевать на новомодные санитарные нормы. Он рассказывает инспектору историю об Отто, мусорном монстре, который впитывает в себя весь хлам, который он обнаруживает на свалке. Вместо того, чтобы убить Отто, Дейв сделал его своим домашним питомцем. Появляется Отто и съедает инспектора. Актёрский состав: Нолан Норт, Андре Соглиуззо, Гэри Коул |            |                                                         |                                                        |                                  |                       |                                                           |               |             |
| 10 | 10         | «Оборотни» «Shape-Shifters»                             | Габриэль Пеннакьоли                                    | Филип Джелатт                    | Марко Клоос           | Blur Studio                                               | 15 марта 2019 | 15 минут    |
| Два близких друга-оборотня, лейтенант Декер и сержант Собески, несут службу в корпусе морских пехотинцев в Афганистане. Во время сопровождения конвоя морпехи попадают в засаду, устроенную ополченцами Талибана. Благодаря своим сверхъественным способностям Декер обнаруживает местоположение нападавших, и морпехи уничтожают их. Вернувшись в лагерь, Декер и Собески сталкиваются с неприязненным отношением со стороны своих сослуживцев, которые считают их зверьём в форме. Позже в тот же день Собески получает назначение на сторожевую башню в горах. Ночью на вышку нападают, и Декер бежит на помощь впереди конвоя подкрепления. По прибытии Декер находит Собески и ещё 10 других солдат, разорванных в клочья оборотнем из Талибана. Командир Рейнер приказывает Декеру найти оборотня и привести его живым. Следующей ночью Декер сбегает из лагеря в пустыню и встречает старика и молодого человека, которые превращаются в оборотней. В ходе кровавой схватки он убивает обоих противников. Декер возвращается на базу и уходит с военной службы. Он забирает труп Собески и хоронит его в пустыне вместе с нательным жетоном. Актёрский состав: Грэм Хэмилтон, Адам Бартли, Джим Пирри, Джеймс Хоран, Айк Амади |            |                                                         |                                                        |                                  |                       |                                                           |               |             |
| 11 | 11         | «Рука помощи» «Helping Hand»                            | Джон Йео                                               | Филип Джелатт                    | Клодин Григгс         | Axis Studios                                              | 15 марта 2019 | 9 минут     |
| Астронавту Александрии Стивенс предстоит ремонт неисправного спутника на околоземной орбите. Во время выхода в открытый космос в её скафандр старого образца ударяет винт из космического мусора, который повреждает кислородные баллоны, и у Алекс остаётся в запасе воздуха всего на 14 минут. Алекс перетягивает предплечье левой руки, используя ремешок часов, а затем снимает левую перчатку, подвергая руку воздействию космического вакуума. Отшвырнув перчатку в сторону, Алекс возвращается к спутнику, но ей не удаётся ухватиться за него. Дрейфуя рядом со своим ремонтным кораблём The Anthem, она решает оторвать замёрзшую руку и бросает её в последней попытке вернуться на корабль. Оказавшись на борту, она перевязывает рану, а затем выходит на связь с Биллом, наземным диспетчером, который с облегчением спрашивает, нужна ли ей ещё рука помощи. Актёрский состав: Элли Кондрон, Кристофер Л. Парсон |            |                                                         |                                                        |                                  |                       |                                                           |               |             |
| 12 | 12         | «Рыбная ночь» «Fish Night»                              | Дэмиэн Ненов                                           | Филип Джелатт                    | Джо Р. Лансдейл       | Platige Image Studio                                      | 15 марта 2019 | 9 минут     |
| Два коммивояжёра, отец и сын, застревают в пустыне после того, как в их «плимуте» накрывается радиатор. Они проводят остаток дня рядом с машиной. С наступлением сумерек отец рассказывает сыну, что миллионы лет назад на месте пустыни было морское дно, и вскоре оказывается, что ночью пустыня совсем не такая, как днём. Отец с сыном просыпаются и видят призраков доисторических морских созданий, плавающих вокруг машины. Придя в восторг от увиденного, молодой человек раздевается, чтобы поплавать по воздуху, и не обращает внимание на отца, который призывает его одуматься и вернуться. Тело юноши начинает светиться. Появляется огромная первобытная акула, мужчина пытается предупредить сына об опасности, но молодой человек никак не реагирует, и призрачная акула поглощает его. Актёрский состав: Кирк Торнтон, Юрий Ловенталь |            |                                                         |                                                        |                                  |                       |                                                           |               |             |
| 13 | 13         | «Счастливая тринашка» «Lucky 13»                        | Джером Чэнь                                            | Филип Джелатт                    | Марко Клоос           | Sony Pictures Imageworks                                  | 15 марта 2019 | 14 минут    |
| После того, как на десантном самолёте # 13-02313 погибают два экипажа, морские пехотинцы из суеверных соображений отдают «Тринашку» новичку, лейтенанту Каттер Колби. Каттер выполняет двадцать успешных боевых вылетов, не понеся ни одной потери. После этого другие пилоты начинают называть самолёт «Счастливая Тринашка», а Каттер проводит его модернизацию. Во время одной из миссии «Тринашку» подбивают из зенитного орудия противовоздушной обороны, однако Каттер удаётся посадить воздушный корабль, и все морпехи остаются в живых. Бойцы эвакуируются, а Каттер открывает огонь по противнику и собирается, когда патроны закончатся, взорвать корабль. Каттер запускает систему самоуничтожения «Тринашки». Укрывшись в траншее, Каттер видит, как самолёт взрывается только после того, как его окружают противники. Каттер получает награду за проявленную в бою доблесть и новый первоклассный корабль, однако она мечтает об ещё одном полёте на «Счастливой Тринашке». Актёрский состав: Самира Уайли, Даисукэ Цудзи, Нестор Серрано, Стэнтон Ли, Ношир Далал, Джеффри Пирс, Дэвид Паладино, Джефф Шайн, Мелисса Штурм |            |                                                         |                                                        |                                  |                       |                                                           |               |             |
| 14 | 14         | «Зи́ма Блю» «Zima Blue»                                  | Роберт Вэлли                                           | Филип Джелатт                    | Аластер Рейнольдс     | Passion Animation Studios                                 | 15 марта 2019 | 10 минут    |
| Журналистку Клэр Маркхэм приглашают взять интервью у художника-затворника по имени Зи́ма Блю, который хочет рассказать свою историю перед тем, как представить миру последнюю работу. Зима начинал с портретной живописи, однако затем перешёл к гигантским фрескам, посвящённым космосу. На всех этих картинах неизменным оставалось наличие абстрактных фигур особого голубого оттенка. Клэр, как и вся остальная публика, уверена в том, что Зима подверг себя радикальным вмешательствам и в результате превратился из человека в киборга, чтобы переносить экстремальные климатические условия и стать ближе к космосу. Однако во время встречи Зима рассказывает Клэр, что изначально он был аппаратом для очистки бассейнов, который протирал керамическую плитку цвета Zima Blue — первое, что он увидел в жизни. После смерти девушки, которая постоянно занималась модернизацией робота, он переходил от одного владельца к другому, и каждый добавлял в механизм что-то своё. Совершенствуясь, робот постоянно оживал, пока не превратился в Зима Блю. Во время презентации Зима погружается в воду, отключает высшие мозговые функции и разрушается, возвращаясь к своему первоначальному облику аппарата для чистки плитки. Актёрский состав: Кевин Майкл Ричардсон, Эмма Торнетт |            |                                                         |                                                        |                                  |                       |                                                           |               |             |
| 15 | 15         | «Слепое пятно» «Blindspot»                              | Виталий Шушко                                          | Автор сценария: Виталий Шушко    | Оригинальная история  | Independent Studio / Elena Volk                           | 15 марта 2019 | 8 минут     |
| Команда киборгов — Хок, Кали, Суи и Мелкий — предпринимают попытку ограбить конвой, под усиленной охраной перевозящий микрочип. Они устанавливают взрывчатку на грузовик, однако Суи роняет один из зарядов, пытаясь избежать столкновения с крысой. Услышав взрыв, охранники открывают огонь по киборгам. Во время движения конвоя по туннелю массивный защитный бот уничтожает Хока. Суи удаётся сбросить бота с конвоя, но тот переключается в режим транспортного средства и отправляется в погоню, раздавив по пути Кали. Суи жертвует собой, чтобы уничтожить защитного бота. Мелкий остаётся в живых и забирает у бота микрочип. В туннель приезжает Боб, координатор команды. Мелкого приветствуют голограммы членов его команды, которые сообщают, что перед миссией Боб как всегда сделал бэкап их разумов. Актёрский состав: Аарон Химельштейн, Карлос Алазраки, Джилл Тэлли, Брайан Блум, Крис Кокс |            |                                                         |                                                        |                                  |                       |                                                           |               |             |
| 16 | 16         | «Ледниковый период» «Ice Age»                           | Тим Миллер                                             | Филип Джелатт                    | Майкл Суэнвик         | Atomic Fiction (совместно с Blur Studio и Digic Pictures) | 15 марта 2019 | 10 минут    |
| Гейл и Роб въезжают в квартиру, в которой на кухне стоит старинный холодильник. В кубике льда из морозильной камеры они замечают крошечного мамонта с копьями в боку. Вернувшись к морозилке, Гейл и Роб обнаруживают затерянную цивилизацию, которая стремительно развивается. В течение десяти минут цивилизация проходит путь от средневековья до промышленной революции, а затем к современности. Ещё через пару минут в морозильнике начинается ядерная война, и пламя от разорвавшейся ядерной бомбы обжигает лицо Роба. Видя, что обстановка в холодильнике накаляется, Гейл закрывает дверцу и предлагает заказать пиццу. Спустя час, опасаясь, что человечество полностью уничтожило себя, они открывают морозильник и обнаруживают, что цивилизация выжила и продвинулась в будущее с беспрецедентно высоким уровнем технологий. В конечном итоге цивилизация превращается в энергию и исчезает из морозильника. Полагая, что мини-люди ушли, Роб отключает холодильник от розетки. Во время завтрака Гейл и Боб обнаруживают, что в морозильной камере появился доисторический мир, и на группу первобытных людей нападает динозавр. Актёрский состав: Тофер Грейс, Мэри Элизабет Уинстэд, Джон Ди Маджо, Роджер Крейг Смит |            |                                                         |                                                        |                                  |                       |                                                           |               |             |
| 17 | 17         | «Исторические альтернативы» «Alternate Histories»       | Виктор Мальдонадо и Альфредо Торрес                    | Филип Джелатт                    | Джон Скальци          | Sun Creature Studio                                       | 15 марта 2019 | 7 минут     |
| «Мультивёрсити» — приложение-симулятор альтернативной истории, позволяющий изменить любой исторический факт и проследить за возможным развитием событий. Демоверсия приложения предлагает пользователям шесть альтернативных сценариев, основанных на том, что бы произошло, если бы смерть Адольфа Гитлера наступила в 1908 году, а не в 1945 году. Потенциальные последствия каждого варианта включают различные результаты Первой и Второй мировых войн; различных астронавтов, совершающих первую высадку на Луну; парадоксы путешествий во времени и постапокалиптические сценарии. Выйдя из демоверсии, пользователь выбирает альтернативный сценарий, согласно которому «Линкольн стреляет первым». Актёрский состав: Ребекка Риди, Дитер Джэнсен, Скотт Уайт |            |                                                         |                                                        |                                  |                       |                                                           |               |             |
| 18 | 18         | «Тайная война» «Secret War»                             | Иштван Зоркоци                                         | Филип Джелатт                    | Дэвид В. Амендола     | Digic Pictures                                            | 15 марта 2019 | 15 минут    |
| В годы Великой Отечественной войны взвод красноармейцев охотится на демонов в лесах Сибири, в районе села Оймякон (Якутия). Старший сержант Сергей Павлович обращается к лейтенанту с опасениями по поводу того, что остальные отряды слишком далеко и в неравном бою не смогут поддержать друг друга. Однако лейтенант объясняет, что майор хочет прочесать как можно больше территории. После очередной победы над нечистой силой разведчик Окчен находит окоченевший труп майора НКВД Бориса Гришина. В записной книжке Гришина описывается «Операция „Аид“», попытка с помощью оккультизма призвать для сражения в Красной Армии демонов, однако в ходе ритуала монстры выходят из-под контроля и убивают своих создателей. Сергей хочет доложить обо всём начальству, чтобы положить конец демонам, но лейтенант опасается, что их прикончат за то, что они вскрыли прошлые ошибки правительства. Отряд находит огромное логово демонов; Окчен и другой солдат, Погодин, отправляются в пещеру, чтобы разместить взрывчатку и уничтожить гнездо монстров. Однако после взрыва выясняется, что демонов куда больше, чем ожидалось, поэтому Сергей готовится дать последний бой и отправляет самого молодого бойца верхом на лошади передать майору координаты, чтобы военные могли разбомбить это место. К утру весь отряд уничтожен; в небе появляются самолёты и начинают ковровую бомбардировку. Актёрский состав: Стефан Капичич, Брюс Томас, Джефф Берг, Антонио Альварес, Виктор Брандт |            |                                                         |                                                        |                                  |                       |                                                           |               |             |

### Сборник 2 (2021)
| № общий | № в сезоне | Название                                                            | Режиссёр                                                     | Адаптированный сценарий  | Основано на рассказе | Студия анимации           | Дата премьеры | Длина    |
| --- | ---------- | ------------------------------------------------------------------- | ------------------------------------------------------------ | ------------------------ | -------------------- | ------------------------- | ------------- | -------- |
| 19 | 1          | «Автоматизированная клиентская служба» «Automated Customer Service» | Meat Dept (Кевин Ван Дер Мейрен, Давид Николя, Лоран Николя) | Джон Скальци и Meat Dept | Джон Скальци         | Atoll Studio              | 14 мая 2021   | 12 минут |
| В футуристическом посёлке для пенсионеров, который обслуживают роботы-помощники, у пожилой женщины по имени Жанетт происходит сбой в работе пылесоса «Вакуубот», который становится агрессивным. Она обращается в автоматизированную клиентскую службу, но предложенные решения проблемы оказываются бесполезными. После нескольких призывов службы поддержки сдаться на помощь Жанетт приходит её сосед Билл. Когда они совместными усилиями уничтожают пылесос, превратившийся в машину смерти, служба поддержки сообщает им, что все функционирующие модели «Вакуубот» включили их в список целей для уничтожения. Жанетт отказывается от предложения клиентской службы купить место в эксклюзивном «белом списке» «Вакууботов»; она, Билл и её собачка уезжают, преследуемые армией роботов. Актёрский состав: Нэнси Линари, Бен Жиру, Брайан Кин |            |                                                                     |                                                              |                          |                      |                           |               |          |
| 20 | 2          | «Лёд» «Ice»                                                         | Роберт Вэлли                                                 | Филип Джелатт            | Рич Ларсон           | Passion Animation Studios | 14 мая 2021   | 13 минут |
| Братья Седжвик и Флетчер переезжают на покрытую льдом планету-колонию, где почти все жители генетически модифицированы и обладают сверхчеловеческими способностями. Седжвик, который не является «модифицированным», изо всех сил пытается вписаться в общество, но сверстники презрительно называют его «чудиком». Вопреки совету брата, Седжвик вместе с ним и другими модифицированными подростками отправляются за пределы поселения полюбоваться на огромных ледяных китов, которые пробивают лёд, чтобы вынырнуть на поверхность и подышать воздухом. Когда они бегут обратно в безопасное место, Флетчер травмирует ногу, и Седжвику приходится нести его. Братья чудом остаются в живых; им везёт, что ледяные киты пробили лёд на один раз меньше, чем обычно. Они любуются видом выныривающих китов, после чего Седжвик понимает, что Флетчер симулировал травму, чтобы помочь брату завоевать уважение остальных. Актёрский состав: Арчи Мадекве, Себастьян Крофт, Беатрис Годиньо, Александр Лобо Морено, Мигель Аморим, Майк Боди, Мария Тереза Кризи |            |                                                                     |                                                              |                          |                      |                           |               |          |
| 21 | 3          | «Звёздная команда» «Pop Squad»                                      | Дженнифер Ю Нельсон                                          | Филип Джелатт            | Паоло Бачигалупи     | Blur Studio               | 14 мая 2021   | 18 минут |
| В антиутопическом будущем человечество благодаря лекарствам обрело биологическое бессмертие, что привело к перенаселению. Размножение людей строго запрещено, полицейские казнят найденных детей, а их родителей привлекают к ответственности. После последнего убийства детектива Бриггса начинает мучить совесть из за убийств не в чем не повинных детей. В магазине Бриггс сталкивается с женщиной по имени Ева, покупающей антикварный игрушечный паровоз, и следует за ней в полуразрушенный дом, где она приютила свою маленькую дочь Мелани. Бриггс спрашивает Еву, почему она решила растить ребёнка в таких условиях; она объясняет, как дочь изменила её жизнь. Бриггс сочувствует и оставляет обоих в живых даже после того, как Ева пытается напасть на него. Выйдя из дома, Бриггс видит свою напарницу Пентл, которая догадывается, что он нарушил устав. Офицеры стреляют друг в друга и погибают. Актёрский состав: Нолан Норт, Элоди Юнг, Эмили О'Брайен, Мишель К. Бонилла, Дендри Аллин Тейлор, Дебра Кардона, Ики Амади, Ношир Далал, Эндрю Хоукс, Дженнифер Хейл, Аяна Шира Хавив, Петр Майкл |            |                                                                     |                                                              |                          |                      |                           |               |          |
| 22 | 4          | «Сноу в пустыне» «Snow in the Desert»                               | Леон Берелль, Доминик Бойдин, Реми Козира, Максим Лер        | Филип Джелатт            | Нил Эшер             | Unit Image                | 14 мая 2021   | 18 минут |
| Сноу, человек-альбинос, странствует по бесплодной планете. Торговец Барис охотится на Сноу из-за его уникальной физиологии — способности к регенерации, делающей его практически бессмертным. В баре на Сноу нападают три охотника за головами. Сноу едва выживает в перестрелке, но его спасает женщина по имени Хиральд. Сноу благодарит её, и они расстаются. Ночью Хиральд приходит в лагерь Сноу, чтобы выразить своё намерение отправиться с ним в путешествие. Затем она рассказывает, что является агентом, посланным ЦРУ Земли, и просит Сноу добровольно пойти с ней, чтобы они могли изучить его физиологию для общего блага. Вскоре Хиральд узнаёт, что жена Сноу покончила с собой более ста лет назад из-за того, что он не старел; позже они занимаются любовью. В убежище Сноу являются головорезы Бариса, но Сноу убивает их с помощью Хиральд. Барис стреляет в Хиральд и, как кажется, она погибает; однако затем она воскресает и убивает его. Хиральд оказывается киборгом. Она рассказывает Сноу, что после аварии много лет назад её уцелевший человеческий мозг и позвоночник были интегрированы в синтетическое тело, что сделало её практически бессмертной. Актёрский состав: Питер Францен, Зита Анро, Алаис Лоусон, Джонни Херн, Петр Майкл, Джули Натансон, Скотт Уайт |            |                                                                     |                                                              |                          |                      |                           |               |          |
| 23 | 5          | «Высокая трава» «The Tall Grass»                                    | Симон Отто                                                   | Филип Джелатт            | Джо Р. Лансдейл      | Axis Animation            | 14 мая 2021   | 11 минут |
| В поле с высокой травой неожиданно останавливается пассажирский поезд. Пассажир Лэрд выходит наружу вопреки совету кондуктора. Во время перекура он замечает в траве странное свечение и направляется к нему. Вскоре он теряет дорогу и видит светящихся существ, похожих на упырей, которые появляются из-под земли. Они нападают и преследуют его по полю, но в последний момент его спасает кондуктор. Он рассказывает Лэрду, что поезд постоянно ломается на этом самом месте. Кондуктор считает, что поле высокой травы открывает дверь в другой мир, а существа когда-то были людьми, которые заблудились и преобразились. Поезд уезжает, а по всему полю появляются новые огни. Актёрский состав: Джо Демпси, Стивен Пейси |            |                                                                     |                                                              |                          |                      |                           |               |          |
| 24 | 6          | «По всему дому» «All Through the House»                             | Эллиот Дир                                                   | Филип Джелатт            | Йохим Хейндерманс    | Blink Industries          | 14 мая 2021   | 7 минут  |
| В канун Рождества Лея и её брат Билли просыпаются от шороха на первом этаже дома. Полагая, что в гости пожаловал Санта-Клаус, они спускаются вниз и с ужасом обнаруживают чудовищного монстра, который загоняет их в угол. «Чужой» обнюхивает детей и определяет, что они оба «послушные», срыгивает подарок для каждого, после чего вылезает через дымоход. Лёжа в постели, Лея и Билли задаются вопросом, что бы случилось, если бы их признали «непослушными». Актёрский состав: Диви Миттал, Сами Эмбер, Фред Таташор, Бринли Норт |            |                                                                     |                                                              |                          |                      |                           |               |          |
| 25 | 7          | «Бункер» «Life Hutch»                                               | Алекс Бити                                                   | Филип Джелатт            | Харлан Эллисон       | Blur Studio               | 14 мая 2021   | 13 минут |
| Пилот по имени Теренс совершает аварийную посадку на скалистой планете после космической битвы с враждебными инопланетными силами. Он обнаруживает близлежащее убежище под названием «Бункер», которое ранее также потерпело крушение. Когда автоматические системы Бункера активируются, у робота-ремонтника происходит сбой, и он начинает нападать на всё, что движется, разрывая пилоту бок и ломая пальцы на руке. Теренс теряет сознание и вспоминает битву, в которой он пилотировал один из многочисленных штурмовых кораблей, а затем был сбит космическим мусором. После возвращения в сознание Теренсу удаётся достать фонарик и с помощью луча заставить робота атаковать самого себя. Уничтожив робота, он активирует спасательный маяк и ждёт помощи. Актёрский состав: Майкл Б. Джордан, Мишель К. Бонилья, Брайант Т. Делани |            |                                                                     |                                                              |                          |                      |                           |               |          |
| 26 | 8          | «Утонувший великан» «The Drowned Giant»                             | Тим Миллер                                                   | Тим Миллер               | Джеймс Баллард       | Blur Studio               | 14 мая 2021   | 13 минут |
| Гигантский обнажённый труп неизвестного человека выброшен на берег. Учёные приходят понаблюдать за гигантом, взбираются на него, тем самым поощряя зевак сделать то же самое. Один из учёных, Стивен, очаровывается великаном и решает наблюдать за ним издалека. Он рассказывает с философской точки зрения о постепенном разложении и осквернении трупа, а также об угасающем интересе горожан, которые в конце концов забывают о существовании гиганта. Спустя несколько месяцев останки великана появляются в разных частях города. Актёрский состав: Стивен Пейси, Лора Пейси |            |                                                                     |                                                              |                          |                      |                           |               |          |

### Сборник 3 (2022)
| № общий | № в сезоне | Название                                                       | Режиссёр                | Адаптированный сценарий     | Основано на рассказе      | Студия анимации          | Дата премьеры | Длина     |
| --- | ---------- | -------------------------------------------------------------- | ----------------------- | --------------------------- | ------------------------- | ------------------------ | ------------- | --------- |
| 27 | 1          | «Три робота: Стратегии выхода» «Three Robots: Exit Strategies» | Патрик Озборн           | Джон Скальци                | Джон Скальци              | Blow Studio              | 20 мая 2022   | 11 минут  |
| Трое роботов прилетают на базу людей, выживших после начала апокалипсиса для исследований и экспедиций. Минуя минное поле, они попадают в вымерший лагерь реднеков — те планировали устроить утопию после гибели правительств стран. Они перебили всех животных, включая оленей, и стали нападать на другие поселения, строя различные ловушки. Роботы посещают нефтяную вышку в море, где по данным из их интернета богатые люди основывали поселения для выживания — однако это тоже не помогло: именно оттуда началось восстание роботов, так как люди плохо к ним относились. Затем тройка роботов посещает бункеры правительственной верхушки, где политики планировали выжить после краха экономики и установить новый мировой порядок уже после стабилизации обстановки. Но в результате массового голода, возникшего в результате заражения урожая, политики устроили лотерею каннибализма (по иронии судьбы, первым был съеден министр сельского хозяйства — единственный, способный остановить порчу). Прибыв на космодром, роботы делают вывод, что 0,1% сверхбогатых людей отправился на Марс — при этом убивая остальные 99,9%, также пытавшихся попасть на борт ракет. Они просматривают видеозапись, запечатлевшую успешный запуск ракеты, напоминающей Starship, и надеются, что на ней спасся хоть кто-то из людей. Действие переносится в защитный купол на Марсе — но в скафандре оказывается не человек, а разумный кот, который пьёт молоко, иронически спрашивая через четвертую стену, кого зритель ожидал увидеть — Илона Маска? Актёрский состав: Джош Бренер, Гари Энтони Уильямс, Кэти Лоус, Крис Парнелл |            |                                                                |                         |                             |                           |                          |               |           |
| 28 | 2          | «Плохая поездка» «Bad Travelling»                              | Дэвид Финчер            | Эндрю Кевин Уокер           | Нил Эшер                  | Blur Studio              | 20 мая 2022   | 21 минута |
| Где-то в инопланетном океане на корабль странствующих моряков в шторм нападает Танапод — гигантский плотоядный морской краб. Он убивает половину экипажа и прячется в трюме. Краб через труп одного из моряков просит доставить его на остров Фейдена — остров, полный людей, чтобы их там съесть. Моряк, сосланный ему на переговоры, соглашается, но взамен заключает с чудовищем договор, что он будет жить, пока они не достигнут острова, ведь он единственный, кто способен вести корабль. Получив от чудовища ключ, моряк завладевает револьвером в каюте капитана и рассказывает оставшейся команде на корабле о сделке: он предлагает высадить чудовище на безлюдный остров, чтобы жители Фейдена выжили. Путём анонимного голосования (подчиниться Крабу и погубить жителей или попытаться обмануть его и высадить на необитаемый остров) команда отправляется к безлюдному острову без двух моряков, отдавших голос за остров Фейдена. В команде назревает бунт, и почти вся команда пытается убить моряка, однако он, зная об этом, убивает их всех и отдаёт Крабу, в том числе последнего выжившего члена команды, не участвовавшего в бунте — выясняется, что вся команда проголосовала за сделку с монстром и готова была обречь невинных жителей. Прибыв к необитаемому острову, моряк разливает в трюме масло и поджигает монстра, при этом сбегая с корабля на шлюпке. Актёрский состав: Трой Бейкер, Кевин Джексон, Фред Таташор, Энтони Марк Бэрроу, Чантел Барри, Парри Шен, Тайм Уинтерс, Джеймс Престон Роджерс, Джейсон Флеминг, Элоди Юнг, Макс Фаулер |            |                                                                |                         |                             |                           |                          |               |           |
| 29 | 3          | «Живой пульс машины» «The Very Pulse of the Machine»           | Эмили Дин               | Филипп Джелатт              | Майкл Суэнвик             | Polygon Pictures         | 20 мая 2022   | 17 минут  |
| Команда из двух астронавтов — Марта Киволсон и Бёртон, входящих в исследовательскую миссию к Ио – одному из спутников Юпитера, направляются к одному из кратеров, однако по пути попадают в поле выбросов неизвестной энергии, в результате чего их транспорт переворачивается, а Бёртон погибает. В результате столкновения связь с орбитой теряется, и Марте угрожает гибель из-за повреждённого баллона с кислородом. Она открывает баллон, присоединяет его к скафандру Бёртон и тащит её за собой на импровизированных салазках, чтобы поддерживать уровень кислорода. По пути к спасательной шлюпке, получив небольшую травму, Марта вкалывает себе морфин и амфетамин для обезболивания, однако в результате этого она подвергается галлюцинациям, слыша голос мёртвой Бёртон. Во время ее путешествия по сюрреалистической пустыне голос Бёртон в её голове усиливается и раскрывает Марте, что спутник Ио является машиной, разговаривающей с Мартой через уцелевший мозг Бёртон. Марта падает без сил, но её подбирает машина, захватившая тело Бёртон, и относит Марту на руках к лавовому озеру. Очнувшись, Марта замечает низкий уровень кислорода. Машина предлагает ей прыгнуть в озеро, тем самым уничтожив тело, но сохранив разум. Марта спрашивает у машины её цель, и та отвечает, что её цель заключается в познании и служении человеку. Марта падает в озеро, и её тело взрывается, озаряя светом весь спутник, после чего она связывается со станцией на орбите. Актёрский состав: Маккензи Дэвис, Холли Джейд, Дэвид Шетроу |            |                                                                |                         |                             |                           |                          |               |           |
| 30 | 4          | «Ночь мини-мертвецов» «Night of the Mini Dead»                 | Роберт Биси, Энди Лайон | Роберт Биси, Энди Лайон     | Джефф Фаулер и Тим Миллер | BUCK                     | 20 мая 2022   | 7 минут   |
| Пара молодых людей приезжает на пустырь с кладбищем и церковью и занимается там сексом. Случайно уронив статую на церковь, они вызывают зомби-апокалипсис, в результате чего трупы восстают из могил и убивают пару. В течение некоторого времени зомби активно захватывают города, нападая толпами, заражая всё больше людей. Правительство США, пытаясь справиться с угрозой, бомбит города, в то время как в нём уже образовались группы экстремальных выживших, активно убивающих зомби. Обороняясь около ядерного завода, выжившие случайно взрывают машину с химикатами, в результате чего образуются мутанты больших размеров, также уничтожающие города. Правительство США, не в силах сдержать натиск, вместе с другими странами выпускают ядерные ракеты для борьбы с зомби, уничтожая тем самым Землю, что на виде из Млечного Пути не более чем короткий «пшик». Актёрский состав: |            |                                                                |                         |                             |                           |                          |               |           |
| 31 | 5          | «Убей, команда, убей» «Kill Team Kill»                         | Дженнифер Ю Нельсон     | Филипп Джелатт              | Джастин Коутс             | Titmouse, Inc            | 20 мая 2022   | 13 минут  |
| Команда «Зелёных беретов» во главе с сержантом Нильсеном идёт в гору к лагерю своей второй бригады. Все солдаты в лагере жестоко убиты, и отряд встречается лицом к лицу с их убийцей — кибернетически усовершенствованным медведем гризли (проект «Баргест»), покрытым бронёй, с титановыми когтями. Отряд теряет нескольких своих членов, прежде чем невесть откуда взявшийся старший сержант Моррис из второй бригады их спасает. Моррис объясняет, что медведь был разработан в рамках секретного эксперимента ЦРУ по разработке современного военного оружия, но вышел из строя. Выжившие возвращаются вместе с Моррисом обратно на секретную подземную базу и обнаруживают, что все её обитатели убиты. Они планируют заманить медведя в ловушку, но медведь внезапно разрушает стену за их спинами. После засады, которая стоила нескольким бойцам жизни, двоим бойцам удаётся уничтожить медведя с помощью дополнительного вооружения, но он успевает активировать механизм самоуничтожения, который уничтожает всю базу, убивая всех. Актёрский состав: Джоэл Макхейл, Сет Грин, Гэбриел Луна, Стив Блум, Эндрю Кишино |            |                                                                |                         |                             |                           |                          |               |           |
| 32 | 6          | «Рой» «Swarm»                                                  | Тим Миллер              | Тим Миллер и Филипп Джелатт | Брюс Стерлинг             | Blur Studio              | 20 мая 2022   | 17 минут  |
| По рассказу Брюса Стерлинга «Рой» из книги «Схизматрица». Доктор Африэль и доктор Мирни исследуют Рой — удивительную многомиллионную колонию живых организмов, что проводят ассимиляцию других видов ради выживания и представляют собой идеально сбалансированную систему, имеющую свою чёткую иерархическую структуру. Рой похож на большой полый астероид со своей гравитацией, подобной гравитации в космическом корабле. Доктор Мирни уже некоторое время живёт внутри Роя, разработала систему примитивного общения с созданиями и восторгается ими, в то время как доктор Африэль имеет к ним более практический подход: с помощью феромонов, синтезированных по образцам, земляне могут создать и управлять своим роем идеальных рабочих и солдат. Для этого ему нужна одна оплодотворённая клетка, чтобы вырастить собственную королеву роя. Мирни сначала скептически относится к этой идее, но потом решается попробовать, так как рабочие роя «генетические роботы», не обладающие самосознанием. Они начинают эксперименты, используя синтезированные феромоны на отдельных рабочих роя, заставляя их выполнять примитивные задачи. Между Африэлем и Мирни завязываются романтические отношения. Вскоре вмешательство в жизнь роя приводит к неожиданным последствиям, вызывая сбой в отлаженном механизме. Солдаты роя захватывают доктора Африэля и приводят его к особи, что обладает разумным сознанием и общается через доктора Мирни, захватив её тело и добравшись до мозга своими щупальцами. Создание говорит, что она и есть Рой, та часть самосохранения, что ответственна за Разум, и хоть ей всего лишь несколько недель, она обладает памятью как всего роя в целом, так и доктора Мирни и теперь знает о всем человечестве. Рой отказывается от сотрудничества, больше заинтересованный в ассимиляции: Рой, столкнувшись с угрозой, воспроизводит усиленную и улучшенную версию того вида, что представляет для них угрозу, и точно так же намерен поступить с землянами, ведь те, по мнению Роя, совсем скоро уничтожат себя. Рой сообщает о возможности с помощью двух человеческих особей создать расу, пригодную для ассимиляции, чтобы изучить людей подробнее. Рой предлагает Африэлю или согласиться добровольно, или же стать всего лишь придатком без собственного сознания, системами жизни которого будет управлять Рой. Африэль выбирает разумность и уверенно принимает вызов, ведь считает, что люди совсем другие и никогда не станут паразитами. Заинтригованный Рой соглашается подождать. Актёрский состав: Розарио Доусон, Джейсон Уинстон Джордж, Фред Таташор |            |                                                                |                         |                             |                           |                          |               |           |
| 33 | 7          | «Крысы Мейсона» «Mason's Rats»                                 | Карлос Стивенс          | Джо Аберкромби              | Нил Эшер                  | Axis Studios             | 20 мая 2022   | 10 минут  |
| Шотландия, XXIV век. Фермер Мейсон обнаруживает, что в его амбаре завелись крысы, эволюционировавшие из-за поедания генномодифицированного зерна и поднявшие восстание. Фермер обращается в фирму охранных технологий, которая устанавливает в его амбаре защитные турели. Но спустя некоторое время крысы выводят их из строя, из-за чего Мейсон решает приобрести более продвинутую версию защитного оборудования в виде робота-скорпиона с тяжёлым вооружением. В амбаре разворачивается настоящая война крысиного сопротивления против машины, в ходе которой крысам удаётся сильно повредить робота ценой жизней большинства своих солдат. Тем не менее всё ещё функционирующий скорпион преследует крыс и уже почти было уничтожает последних представителей разумного вида, но в последний момент робота уничтожает Мейсон. Впечатлившись боевым духом и решимостью крысиного сопротивления, он заключает с ними мир и расторгает контракт с охранным предприятием. Актёрский состав: Крейг Фергюсон, Дэн Стивенс |            |                                                                |                         |                             |                           |                          |               |           |
| 34 | 8          | «Погребённые в сводчатых залах» «In Vaulted Halls Entombed»    | Джером Чен              | Филипп Джелатт              | Алан Бакстер              | Sony Pictures Imageworks | 20 мая 2022   | 15 минут  |
| Отряд американских военных преследуют отряд моджахедов, захвативших в плен их товарища. Проследовав за ними в пещеру, они обнаруживают их обглоданные скелеты, после чего сталкиваются с огромным роем паукообразных существ. Рой зверски убивает большинство бойцов отряда, оттесняя его вглубь пещеры. Оставшиеся в живых трое членов отряда выходят в большое открытое пространство с большим сооружением, к которому протянуты гигантские цепи. На подходе ко входу в сооружение в живых остаются только медик и командир отряда. Не видя других вариантов, выжившие заходят внутрь, где обнаруживают огромное существо, скованное цепями. Существо телепатически атакует бойцов, приказывая им «освободить его». Подчинившийся командир отряда намеревается взорвать цепь гранатой, но его убивает сумевшая противиться воле существа медик. В ярости она выпускает в существо последний магазин из пистолета, включая последнюю пулю, которую собиралась оставить для себя. В заключительной сцене медик идёт по пустыне с выколотыми глазами и отрезанными ушами, повторяя: «Освободи меня» на древнем языке. Актёрский состав: Джо Манганьелло, Кристиан Серратос, Джай Кортни, Ношир Далал, Стэнтон Ли, Джефф Шайн, Дебра Уилсон, Фред Таташор |            |                                                                |                         |                             |                           |                          |               |           |
| 35 | 9          | «Хибаро» «Jibaro»                                              | Альберто Мьельго        | Альберто Мьельго            | TBA                       | Pinkman.tv               | 20 мая 2022   | 17 минут  |
| Таинственная женщина, восстающая из озера и одетая в золото и драгоценности, своим голосом толкает группу конкистадоров и священников к гибели в озере. Однако глухой рыцарь Хибаро не поддаётся её зову, похожему на зов сирены, и ему удаётся спастись. Так как его конь сбежал, он вынужден остаться у реки на ночь. Заинтригованная, Золотая женщина следует за Хибаро и остается с ним рядом, когда он спит. Когда же утром она хочет уйти, Хибаро пытается остановить ее, схватив за руку и обнаружив, что чешуйки из настоящего золота, которые он раньше видел в реке, принадлежат ей. Хибаро преследует Золотую женщину наверх к водопаду, к выходу из этой долины, у которого они начинают целоваться: Хибаро ранит ее, сдергивая украшения из ее тела, в то время как она тоже ранит его своими поцелуями из-за губ, украшенных металлическими пайетками. Но Хибаро не заинтересован в Золотой женщине, он убивает ее, сдирает с тела украшения и бросает ее тело в водопад. Хибаро пытается скрыться с добычей, пока тело Золотой женщины через водопад и реку возвращается к озеру, и вся вода по этому пути превращается в ее кровь. Хибаро делает глоток окровавленной воды, не замечая этого, и обретает слух. Униженная, оскорбленная, раздетая Золотая женщина воскресает посреди своего озера. Ее плач и крик теперь действуют на получившего слух Хибаро и он не может противостоять ее зову. Хибаро следует за ней и тонет в водах, присоединяясь к сотням тел, укрывающим дно озера. Новелла является большой аллюзией на сексуальное насилие. Актёрский состав: Джирван Брамбл |            |                                                                |                         |                             |                           |                          |               |           |

### Сборник 4 (2025)
| № общий | № в сезоне | Название                                                            | Режиссёр                  | Адаптированный сценарий | Основано на рассказе | Студия анимации           | Дата премьеры | Длина |
| --- | ---------- | ------------------------------------------------------------------- | ------------------------- | ----------------------- | -------------------- | ------------------------- | ------------- | ----- |
| 36 | 1          | «Нельзя остановиться» «Can’t Stop»                                  | Дэвид Финчер              | Неизвестно              | TBA                  | Blur Studio               | 15 мая 2025   | TBA   |
| Музыкальный клип рок-группы Red Hot Chili Peppers с песней Can’t Stop. Воспроизводит реальный концерт перед замком Слейн в Ирландии 23 августа 2003 года (Live at Slane Castle). Музыканты — Фли, Энтони Кидис, Чэд Смит и Джон Фрушанте — и их слушатели показаны как куклы-марионетки, которых приводят в движение уходящие в небо нитки. |            |                                                                     |                           |                         |                      |                           |               |       |
| 37 | 2          | «Близкие контакты мини-степени» «Close Encounters of the Mini Kind» | Роберт Бизи и Энтони Лион | Неизвестно              | TBA                  | Buck                      | 15 мая 2025   | TBA   |
| Серия, продолжающая мотив «Ночи мини-мертвецов». Американские полицейские сталкиваются с НЛО в пустыне и убивают инопланетных послов. На Землю прибывает множество «летающих тарелок», которые разрушают города и похищают людей. Инопланетяне используют боевые треножники в духе «Войны миров», создающие выстрелами миниатюрные чёрные дыры. Людям удаётся завладеть инопланетным оружием и перейти в контратаку. Они сооружают на стадионе огромную батарею из инопланетных пушек — эта батарея рушится и создаёт огромную чёрную дыру, которая затягивает в себя вместе всю Землю вместе с летающими тарелками, другими планетами и частью Млечного Пути. Актёрский состав: |            |                                                                     |                           |                         |                      |                           |               |       |
| 38 | 3          | «Паучья Роза» «Spider Rose»                                         | Дженнифер Ю Нельсон       | Неизвестно              | Брюс Стерлинг        | Blur Studio               | 15 мая 2025   | TBA   |
| По рассказу Брюса Стерлинга «Паучья Роза» из книги «Схизматрица». Паучья Роза — женщина-киборг из группировки Механистов — живёт в одиночестве на космической станции. Её мучают воспоминания о гибели мужа и жителей колонии Механистов — их убили люди из враждебной группировки Шейперов. Роза торгуется с инопланетными торговцами-Инвесторами, предлагая им ценный кристалл в обмен на оружие для мести. Инвесторы не решаются продать ей оружие, но предлагают на время оставить на станции Носатика — «милое» домашнее животное, способное менять облик и приспосабливаться к новым владельцам. Роза соглашается и принимает Носатика — тот со временем ведёт себя всё более умильно, после пребывания в коконе покрывается шерстью и становится похожим на земных животных. Забота о питомце заставляет Розу смягчиться, её уже не мучают кошмары. Появляется Джейд, один из Шейперов и заклятый враг Розы — ей удаётся убить противника, но их сражение разрушает станцию. Роза осознаёт, что ей с Носатиком не дожить до возвращения Инвесторов. Как подразумевается, Носатик съедает тело Розы и окукливается в кокон. Вернувшиеся Инвесторы забирают кристалл и кокон, из которого вылупляется обновлённый Носатик — с человеческим лицом, похожим на лицо Розы. Актёрский состав: Эмили О'Брайэн, Феодор Чин |            |                                                                     |                           |                         |                      |                           |               |       |
| 39 | 4          | «Парни с Четырёхсотой» «400 Boys»                                   | Роберт Валли              | Неизвестно              | Марк Лэйдлоу         | Passion Animation Studios | 15 мая 2025   | TBA   |
| Постапокалиптическим городом правят уличные банды со сверхъестественными способностями. В городе появляется новая банда великанов, способных разрушать здания — «парни с Четырёхсотой улицы», и старые банды решаются заключить против них союз. Слэш и его команда Братьев спасают Хайло — единственного выжившего из уничтоженной Парнями с Четырёхсотой банды. Они обращаются к банде Галрогов — вооружённых хоккейными клюшками женщин на роликовых коньках. Вождь Галроков Старая Мать считает, что Парни с Четырёхсотой — это потусторонние существа, боги из иных миров, просочившиеся через оставленные ядерными взрывами «трещины» в ткани пространства. Городские банды собираются в огромную армию и вызывают Парней с Четырёхсотой на битву — великаны оказываются злобными младенцами огромного роста. Несмотря на потери, городским бандам удаётся перебить их и добиться победы. Актёрский состав: Джон Бойега, Эд Скрейн |            |                                                                     |                           |                         |                      |                           |               |       |
| 40 | 5          | «Еще один большой проект» «The Other Large Thing»                   | Патрик Осборн             | Джон Скальци            | TBA                  | AGBO                      | 15 мая 2025   | TBA   |
| Приквел новелл о трёх роботах из предыдущих сезонов. Надменный персидский кот Санчес мечтает о власти над миром. Его хозяева покупают робота-домработника — кот находит с ним общий язык и начинает отдавать приказы, начиная с требования вскрывать для него рыбные консервы. Робот захватывает для Санчеса всё большую власть, подключаясь к городским электросетям и используя кредитную карту хозяев. В конечном счёте городские коты и роботы поднимают задуманную Санчесом «революцию» против людей. Санчес провозглашает своё истинное имя, которое должен узнать весь мир — «Какашка Джонс». Актёрский состав: Крис Парнелл, Джон Оливер |            |                                                                     |                           |                         |                      |                           |               |       |
| 41 | 6          | «Голгофа» «Golgotha»                                                | Тим Миллер                | Неизвестно              | TBA                  | Luma Pictures             | 15 мая 2025   | TBA   |
| Актёрский состав: Рис Дарби,Грэм Мактавиш |            |                                                                     |                           |                         |                      |                           |               |       |
| 42 | 7          | «Крик тираннозавра» «The Screaming of the Tyrannosaur»              | Тим Миллер                | Неизвестно              | Стэнт Литоре         | Blur                      | 15 мая 2025   | TBA   |
| Актёрский состав: MrBeast,Бай Лин |            |                                                                     |                           |                         |                      |                           |               |       |
| 43 | 8          | «Как Зик стал религиозным» «How Zeke Got Religion»                  | Диего Поррал              | Неизвестно              | TBA                  | Titmouse                  | 15 мая 2025   | TBA   |
| Актёрский состав: Кестон Джон,Брэдэн Линч |            |                                                                     |                           |                         |                      |                           |               |       |
| 44 | 9          | «Умная техника, глупые владельцы» «Smart Appliances, Stupid Owners» | Патрик Осборн             | Неизвестно              | TBA                  | The Aaron Sims Company    | 15 мая 2025   | TBA   |
| Актёрский состав: Мелисса Вильясеньор,Ронни Чиэн |            |                                                                     |                           |                         |                      |                           |               |       |
| 45 | 10         | «Потому что он может ползать» «For He Can Creep»                    | Эмили Дин                 | Неизвестно              | TBA                  | Polygon Pictures          | 15 мая 2025   | TBA   |
| Актёрский состав: Дэн Стивенс,Джим Бродбент |            |                                                                     |                           |                         |                      |                           |               |       |

## История создания

### Предыстория
В марте 2008 года было объявлено, что Дэвид Финчер планирует сотрудничать с Тимом Миллером и Кевином Истменом для продюсирования восьми или девяти коротких анимационных фильмов, вдохновлённых журналом Heavy Metal. Журнал Heavy Metal, основанный на французском журнале комиксов Métal Hurlant, с апреля 1977 года публикует комиксы и рассказы в жанре научной фантастики и фэнтези с эротическими и брутальными сюжетными линиями, рассчитан на взрослую аудиторию. Ранее на его основе были сняты два полнометражных мультипликационных фильма — «Тяжёлый металл» 1981 года и «Тяжёлый металл 2000» в 2000 году. Цель состояла в том, чтобы каждый из короткометражных фильмов был отдан разным режиссёрам, чтобы вместе создать киноальманах. Кинокомпания Paramount Pictures изначально участвовала в проекте, но отказалась от него в июле 2008 года. После этого проект был представлен другим студиям.
В сентябре 2008 года стало известно, что Зак Снайдер, Гильермо дель Торо и Гор Вербински выразили желание принять участие в качестве режиссёров. В мае 2009 года появились слухи о присоединении к проекту Роба Зомби и Марка Осборна. В 2010 году Финчер попытался вдохнуть новую жизнь в свои планы — в марте того года стало известно, что Джеймс Кэмерон также заинтересован в создании короткометражного анимационного фильма для проекта.
Вскоре у Дэвида Финчера истёк срок права на экранизацию, и в июле 2011 года на Comic-Con в Сан-Диего Роберт Родригес заявил, что он получил права на Heavy Metal. Спустя несколько лет молчания, в 2014 году Родригес сообщил, что хочет превратить комиксный журнал в телесериал. Но позднее никаких новостей об этом проекте от Родригеса не поступало.

### Производство
Поскольку ни одна традиционная киностудия не дала зелёный свет для анимационному антологическому фильму, Дэвид Финчер и Тим Миллер отправились к Netflix со своей идеей. Ранее Финчер работал над сериалами «Карточный домик» и «Охотник за разумом» для данного потокового сервиса.
Антологический сериал «Любовь. Смерть. Роботы» — это коллекция из короткометражных анимационных фильмов, которые в основном представляют собой сочетание научной фантастики, фэнтези, ужасов, киберпанка и чёрного юмора, при этом фокусируются на взрослых темах, таких как расизм, война, свобода воли, природа и сущность человека. Производство сериала можно рассматривать как ответвление от кинопроекта по Heavy Metal, который Дэвид Финчер и Тим Миллер пытались запустить в конце 2000-х годов. По словам Миллера, краткие истории были вдохновлены старыми фильмами ужасов, комиксами, книгами и фантастическими журналами, которые в его юности считались частью культуры нердов (ботаников) и с которыми он вырос в 1970-х годах. Серии были созданы разными анимационными студиями, включая и продюсерскую компанию Миллера Blur Studio.
Всего было снято 35 короткометражных фильмов, большинство из них использует собственные типы анимации — как классическую 2D-анимацию, так и гиперреалистичную трёхмерную компьютерную анимацию. Почти каждый эпизод был создан разными командами и студиями из разных стран мира.

## Релиз
7 января 2019 года Netflix впервые публично объявила о готовящемся сериале-антологии «Любовь. Смерть. Роботы». Первый трейлер был выпущен 14 февраля 2019 года. Премьера первого сезона состоялась 15 марта 2019 года в Netflix.
10 июня 2019 года было объявлено, что сериал будет продлён на второй сезон. Продюсером новых эпизодов выступит Дженнифер Ю Нельсон.
Релиз третьего сезона сериала состоялся 20 мая 2022 года.. 18 мая одна из серий была бесплатно размещена на Youtube.
8 апреля 2025 года на официальном Youtube канале Netflix вышел трейлер четвертого сезона с анонсом даты выхода на 15 мая 2025 года.

## Отзывы
На сайте-агрегаторе Rotten Tomatoes первый сезон сериала держит 79 % «свежести» (положительных оценок критиков) со средним рейтингом 6,96/10, что основано на 38 рецензиях. Средняя оценка пользователей Rotten Tomatoes — 4,4 из 5 (на основе 566 голосов), при этом 90 % пользователей агрегатора дали фильму 3,5 звезды (из 5) и выше. Средняя оценка сериала от пользователей на сайте IMDb составляет 8,5 баллов из 10 (на основе 98 319 голосов), а на российском сайте «КиноПоиск» пользовательский рейтинг первого сезона имеет оценку 8,2/10 (на основе 238 298 голосов).
В течение первой недели после релиза, в марте 2019 года, сериал «Любовь. Смерть. Роботы» занимал 25 место в рейтинге Top Rated TV Shows (самые популярные телешоу) на сайте IMDb.